# Enterolobium
Genre
Enterolobium est un genre de plantes à fleurs dicotylédones de la famille des Fabaceae, sous-famille des Mimosoideae, originaire d'Amérique, qui comprend 11 espèces acceptées (anciennement 13), et dont l'espèce type est Enterolobium contortisiliquum (Vell.) Morong.

## Taxonomie
Des analyses moléculaires ont permis de séparer le genre Enterolobium en deux et d'en isoler 3 espèces dans le genre Robrichia (Barneby & J.W. Grimes) A.R.M. Luz & É.R. Souza, 2022 :
- Robrichia glaziovii (Benth.) A.R.M. Luz & É.R. Souza, 2022 (= Enterolobium glaziovii (Benth.) Mesquita)
- Robrichia oldemanii (Barneby & J.W. Grimes) A.R.M. Luz & É.R. Souza, 2022 (= Enterolobium oldemanii Barneby & J.W.Grimes)
- Robrichia schomburgkii (Benth.) A.R.M. Luz & É.R. Souza, 2022 (= Enterolobium schomburgkii (Benth.) Benth.)

## Liste d'espèces
Selon GBIF (05 juin 2022) :
- Enterolobium barinense L.Cárdenas & H.Rodr.-Carr.
- Enterolobium barnebianum Mesquita & M.F.Silva
- Enterolobium contortisiliqua Manganaro
- Enterolobium contortisiliquum (Vell.) Morong
- Enterolobium cyclocarpum (Jacq.) Griseb.
- Robrichia glaziovii (Benth.) A.R.M. Luz & É.R. Souza, 2022 (= Enterolobium glaziovii (Benth.) Mesquita)
- Enterolobium gummiferum (Mart.) J.F.Macbr.
- Enterolobium jamboril Steud.
- Enterolobium maximum Ducke
- Enterolobium monjollo (Vell.) Mart.
- Robrichia oldemanii (Barneby & J.W. Grimes) A.R.M. Luz & É.R. Souza, 2022 (= Enterolobium oldemanii Barneby & J.W.Grimes)
- Robrichia schomburgkii (Benth.) A.R.M. Luz & É.R. Souza, 2022 (= Enterolobium schomburgkii (Benth.) Benth.)
- Enterolobium timbouva Benth.
- Enterolobium timbouva Mart.

Selon The Plant List (18 octobre 2018) :
- Enterolobium barinense Cardenas & Rodriguez
- Enterolobium barnebianum Mesquita & M.F.Silva
- Enterolobium contortisiliquum (Vell.) Morong
- Enterolobium cyclocarpum (Jacq.) Griseb.
- Enterolobium ellipticum Benth.
- Robrichia glaziovii (Benth.) A.R.M. Luz & É.R. Souza, 2022 (= Enterolobium glaziovii (Benth.) Mesquita)
- Enterolobium guaraniticum (Chodat & Hassl.) Hassl.
- Enterolobium gummiferum (Mart.) J.F.Macbr.
- Enterolobium maximum Ducke
- Enterolobium monjollo (Vell.) Mart.
- Robrichia oldemanii (Barneby & J.W. Grimes) A.R.M. Luz & É.R. Souza, 2022 (= Enterolobium oldemanii Barneby & J.W.Grimes)
- Robrichia schomburgkii (Benth.) A.R.M. Luz & É.R. Souza, 2022 (= Enterolobium schomburgkii (Benth.) Benth.)
- Enterolobium timbouva Mart.